# III Cos d'Exèrcit (Bàndol republicà)
El III Cos d'Exèrcit va ser una formació militar pertanyent a l'Exèrcit Popular de la República que va lluitar durant la Guerra Civil Espanyola. Situat en el Front de Madrid, va tenir un paper poc rellevant al llarg de la contesa.

## Historial
La unitat va ser creada el 4 de març de 1937, a la rereguarda del front de Madrid. Tenia establert la seva caserna general en la localitat madrilenya de Carabaña, i va passar a formar part de l'Exèrcit del Centre. El cos d'exèrcit va ser creat a partir de l'antiga «Agrupació de forces del Tajo-Jarama», manada pel tinent coronel Ricardo Burillo Stholle.
Durant la contesa no va arribar a prendre part en operacions de rellevància, limitant-se a guarnir el sector comprès al sud de Madrid. Al març de 1939, després del cop de Casado, el comandant del cos —tinent coronel Antonio Ortega— va ser destituït pel Consell Nacional de Defensa. La unitat es autodisolvió coincidint amb el final de la guerra.

## Comandaments
Comandants
- tinent coronel d'Assalt Ricardo Burillo Stholle;[4]
- tinent coronel d'Assalt Armando Álvarez Álvarez;[5]
- comandant d'infanteria Ernesto Güemes Ramos;[6]
- tinent coronel de carrabiners Antonio Ortega Gutiérrez;
- tinent coronel de carrabiners Hilario Fernández Recio;[7]

Comissaris
- Francisco Antón Sanz, del PCE;[1]
- Francisco Ortega Jiménez, del PCE;[8]

Cap d'Estat Major
- tinent coronel d'Estat Major Francisco Domínguez Otero;[9]
- tinent coronel de cavalleria José Durango Pardini;

## Ordre de batalla
| Data               | Exèrcit adscrit    | Divisions integrades | Front de batalla |
| Març de 1937       | Exèrcit del Centre | «A», «B» i 11a       | Centre           |
| Abril-Maig de 1937 | Exèrcit del Centre | 9a, 13a, 15a i 16a   | Centre           |
| Abril de 1938      | Exèrcit del Centre | 9a, 15a i 18a        | Centre           |
| Març de 1939       | Exèrcit del Centre | 13a, 18a i 19a       | Centre           |